# Cyril Tommasone
Cyril Tommasone (ur. 4 lipca 1987 r. w Villeurbanne) – francuski gimnastyk, dwukrotny medalista mistrzostw świata i czterokrotnie mistrzostw Europy, dwukrotny medalista igrzysk śródziemnomorskich, złoty medalista uniwersjady.

## Igrzyska olimpijskie
Na igrzyskach zadebiutował podczas igrzysk olimpijskich w 2012 roku w Londynie. Wówczas w kwalifikacjach w ćwiczeniach na koniu zajął drugie. W finale wypadł nieco gorzej i ostatecznie rywalizację zakończył na piątej pozycji. Wystąpił również w finale wieloboju drużynowego, zajmując ostatnie, ósme miejsce oraz w wieloboju indywidualnym, kończąc zawody na 16. pozycji. W pozostałych konkurencjach odpadał w kwalifikacjach.
Cztery lata później w Rio de Janeiro zabrakło 0,1 punktu do brązowego medalu w ćwiczeniach na koniu z łękami, zajmując czwarte miejsce.
| Igrzyska | Miasto         | Konkurencja                 | Kwalifikacje | Kwalifikacje | Finał   | Finał   |
| Igrzyska | Miasto         | Konkurencja                 | Wynik        | Pozycja      | Wynik   | Pozycja |
| -------- | -------------- | --------------------------- | ------------ | ------------ | ------- | ------- |
| IO 2012  | Londyn         | Wielobój indywidualny       | 88.698       | 14. Q        | 87,657  | 16.     |
| IO 2012  | Londyn         | Ćwiczenia wolne             | 14,500       | 37.          | NQ      | NQ      |
| IO 2012  | Londyn         | Ćwiczenia na koniu z łękami | 15,333       | 2. Q         | 15,141  | 5.      |
| IO 2012  | Londyn         | Ćwiczenia na kółkach        | 14,166       | 46.          | NQ      | NQ      |
| IO 2012  | Londyn         | Ćwiczenia na poręczach      | 15,100       | 20.          | NQ      | NQ      |
| IO 2012  | Londyn         | Ćwiczenia na drążku         | 14,133       | 37.          | NQ      | NQ      |
| IO 2012  | Londyn         | Wielobój drużynowy          | 265,759      | 8. Q         | 265,441 | 8.      |
| IO 2016  | Rio de Janeiro | Ćwiczenia wolne             | 13,966       | 47.          | NQ      | NQ      |
| IO 2016  | Rio de Janeiro | Ćwiczenia na koniu z łękami | 15,650       | 3. Q         | 15,600  | 4.      |
| IO 2016  | Rio de Janeiro | Ćwiczenia na poręczach      | 14,100       | 52.          | NQ      | NQ      |
| IO 2016  | Rio de Janeiro | Wielobój drużynowy          | 257,211      | 12.          | NQ      | NQ      |